# Gilberto Rincón Gallardo
Gilberto Rincón Gallardo y Meltis (Ciudad de México, 15 de mayo de 1939-Ciudad de México, 30 de agosto de 2008) fue un jurista, político, y activista mexicano, fundador del PRD y candidato a la presidencia de la República en el año 2000.

## Biografía
Nació en México, Distrito Federal, el 15 de mayo de 1939. Cursó estudios de Derecho en la Universidad Nacional Autónoma de México.
Conocido en el pasado como miembro de la izquierda más tradicional, Rincón Gallardo adquirió renombre cuando fue candidato a la Presidencia de México en el año 2000, al frente del ahora extinto partido de Democracia Social, generando amplias polémicas por sus posturas reformistas y por ser el primer partido del México moderno en denunciar, durante su campaña, la gran discriminación que se vive en el país, además de asumirse abiertamente socialdemócrata.
El joven Rincón Gallardo, tras apoyar en su candidatura por la presidencia en 1958 al líder del Partido Acción Nacional, Luis H. Álvarez, decidió unirse a las luchas obreras y sociales encabezadas por la izquierda socialista en México.
Compañero del ingeniero Heberto Castillo — quien a su vez fuese el heredero político del general Lázaro Cárdenas del Río —, de los líderes ferrocarrileros Valentín Campa y Demetrio Vallejo, Rincón Gallardo participó en la fundación del Movimiento de Liberación Nacional, encabezado por el entonces expresidente Cárdenas del Río en la década de 1960. Ahí colaboró por primera vez con el hijo del general, Cuauhtémoc Cárdenas, quien empezaba en aquel entonces su carrera política.
En 1964, Rincón Gallardo fue candidato a diputado para el decimoprimer distrito por parte del Frente Electoral del Pueblo (F.E.P), lo acompañaban en aquella ocasión el famoso muralista David Alfaro Siqueiros, el periodista y escritor Renato Leduc (ambos competían por la senaduría del DF) y Valentín Campa, entre otros.
También fue parte de la dirigencia del Partido Comunista Mexicano y del Partido Socialista Unificado de México, así como del Partido Mexicano Socialista, organización que tras ceder la candidatura del ingeniero Heberto Castillo a favor de Cuauhtémoc Cárdenas dio inicio al PRD en 1989.
Su lucha política de izquierda le llevó a ser apresado en 32 ocasiones, siendo según la revista Época "el mexicano que más veces ha estado en la cárcel", aunque el propio Gilberto reconoce en entrevista con el reportero Fredy Secundino: “no siempre estuve en una prisión de manera formal, en ocasiones eran una especie de secuestros que duraban 24 o 48 horas”.
A pesar de ser hombre de izquierda, el abogado Rincón Gallardo no se dejó llevar por el dogmatismo de los comunistas; por el contrario, siempre manifestó la idea de la izquierda pacífica y democrática, al grado de pedirle al líder guerrillero Lucio Cabañas que abandonara las armas.
Fue diputado federal en las LI Legislatura de 1979 a 1982 y en la LV Legislatura de 1991 a 1994.
En 1999, tras su renuncia al Partido de la Revolución Democrática, formó junto con un grupo de intelectuales, exguerrilleros, funcionarios y militantes de diversas ramas de la izquierda, así como de diversas ONG, el partido Democracia Social, que lo postuló como su candidato a la presidencia en 2000. Este instituto político se declaró abiertamente socialdemócrata e impulsó propuestas polémicas como las leyes de sociedades de convivencia y la despenalización del aborto, además de hacer hincapié en la igualdad de género y lucha contra la discriminación.
Entre otros cargos, Gilberto Rincón Gallardo fue diputado federal en la LI y LV legislaturas de la Cámara baja del Congreso de la Unión, fue articulista del periódico Excélsior y comentarista permanente del noticiario Imagen Informativa, desde abril del año 2003 fue presidente del Consejo Nacional para Prevenir la Discriminación. Fue miembro del Consejo Consultivo de la UNICEF en México.
Murió el 30 de agosto de 2008 a los 69 años de edad, luego de permanecer diez días internado en el Hospital Ángeles de la Ciudad de México a consecuencia de problemas cardiorrespiratorios y después de haber sido intervenido para colocarle un marcapasos.
En el décimo aniversario de su fallecimiento, se canceló una estampilla postal en su memoria.